# ANFO

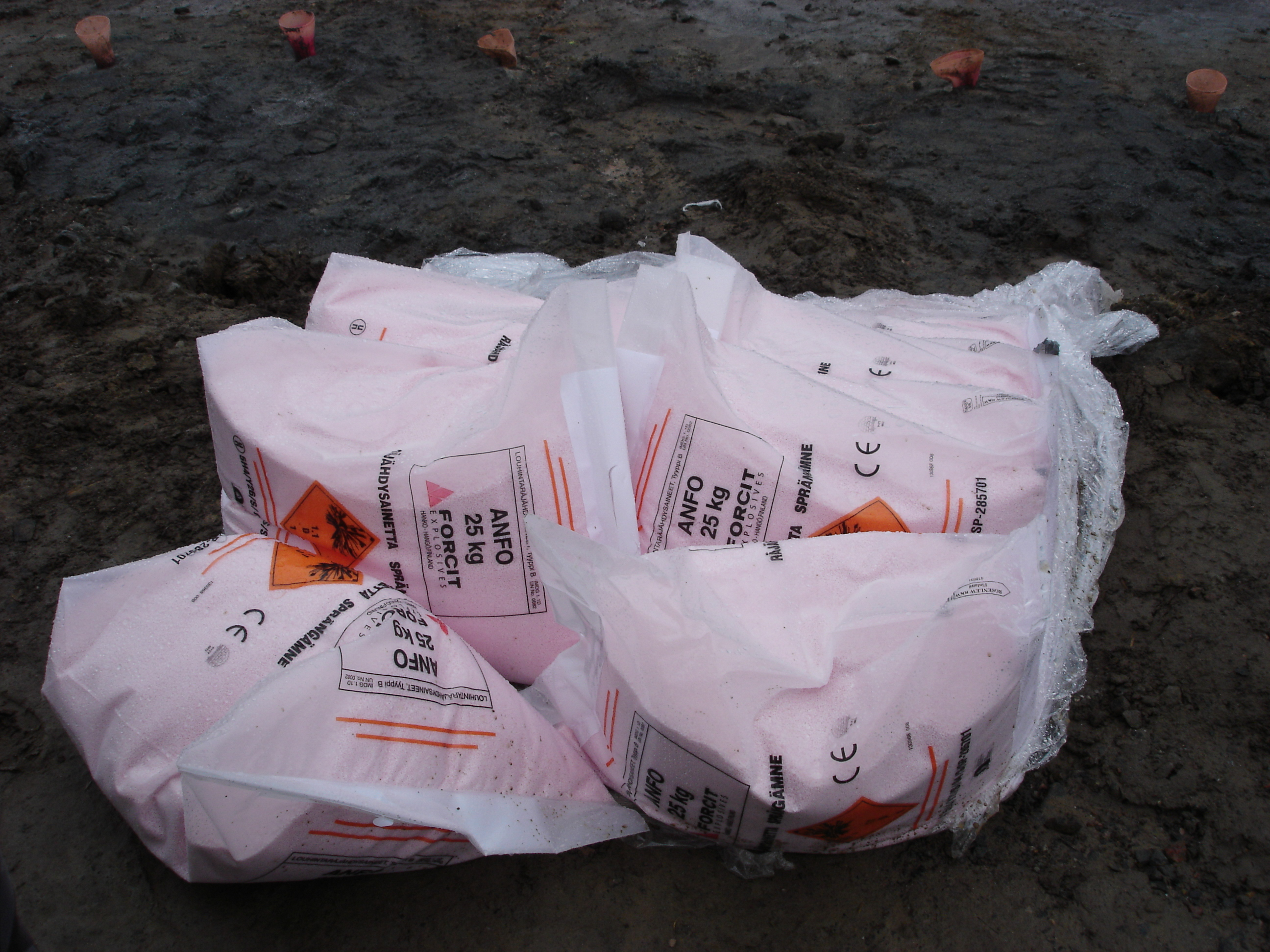
25-kilogramowe worki zawierające ANFO

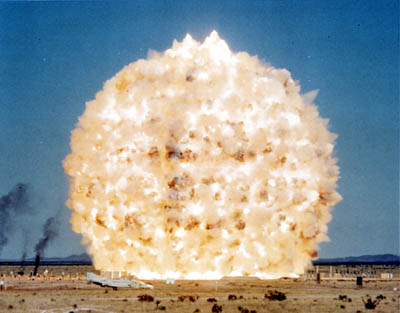
Eksplozja 4,8 tys. ton ANFO (odpowiednik 4 kt TNT) w eksperymencie Minor Scale w roku 1985

ANFO (Ammonium Nitrate Fuel Oil) lub saletrol – materiał wybuchowy, rodzaj amonitu, otrzymywany przez nasączanie porowatego azotanu amonu (NH4NO3) paliwami płynnymi (benzyna, olej napędowy, nafta, aceton itp.). Paliwa jest w takiej mieszaninie kilka procent (np. 94% NH4NO3 do 6% paliwa).
Powstały materiał wybuchowy trudno detonuje. Do wywołania wybuchu ANFO używa się detonatorów z kruszących materiałów wybuchowych takich jak dynamit. W celu zwiększenia wrażliwości ładunku dodaje się wysokoenergetyczne paliwa (np. pył aluminiowy) lub związki nitrowe/estry azotanowe, jak trotyl, nitroksyleny, nitroglikol, nitrometan itp. Możliwe jest zdetonowanie ANFO bezpośrednio od spłonki z materiału wybuchowego inicjującego, ale wymaga to specjalnej obróbki materiału i odpowiedniego ustawienia spłonek w ładunku.
ANFO jest stosowane jako w miarę bezpieczny i jednocześnie tani materiał strzałowy w kopalniach. Ze względu na to, że można go wykonać z łatwo dostępnych materiałów (azotan amonu to nawóz sztuczny), był stosowany w USA przez zdesperowanych farmerów w latach 30. XX w. w czasie Wielkiego Kryzysu. Doprowadzeni do bankructwa farmerzy decydowali się na wysadzenie swoich domostw przy użyciu ANFO, aby nie weszły one w posiadanie znienawidzonych przez nich banków.
ANFO jest także stosowany przez terrorystów. W przeliczeniu na jednostkę masy, ANFO to słaby materiał wybuchowy, a dużą energię z ładunku można uzyskać używając znacznych jego ilości. Rekompensatę stanowi tanie przygotowanie.
2,3 t ANFO zostało użyte przez zamachowca Timothy’ego McVeigha do przeprowadzenia zamachu w Oklahoma City w 1995 roku.